# ليفي إتش. غرينوود
ليفي إتش. غرينوود هو مصرفي وناشر وسياسي أمريكي، ولد في 22 ديسمبر 1872 في غاردنر في الولايات المتحدة، وتوفي في 7 أبريل 1930. نشط حزبياً في الحزب الجمهوري. وقد انتخب عضو مجلس نواب ماساتشوستس ‏.